# گوران استوانوویچ
گوران استوانوویچ (انگلیسی: Goran Stevanović؛ زادهٔ ۲۷ نوامبر ۱۹۶۶) بازیکن سابق یوگسلاو و مربی فوتبال اهل صربستان است.
از باشگاه‌هایی که در آن بازی کرده‌است می‌توان به باشگاه فوتبال اوساسونا، باشگاه فوتبال اونیائو، باشگاه فوتبال ویتوریا ستوبال، باشگاه فوتبال ویرا، باشگاه ورزشی فارنسی، و باشگاه فوتبال پارتیزان اشاره کرد.
وی همچنین در تیم ملی فوتبال یوگسلاوی بازی کرده‌است.